# Ілір Дібра
Ілір Дібра (алб. Ilir Dibra; нар. 16 серпня 1977, Албанія) — албанський футболіст, захисник.

## Клубна кар'єра
Футбольну кар'єру розпочав 1994 року в «Влазнії» (Шкодер). У 2000 році перейшов до «Бюліс» (Балш), але вже наступного року повкрнувся до «Влазнії». З 2004 по 2006 рік виступав за «Аполонію», «Фламуртарі», «Люшню» й «Теуту». У 2006 році перебрався в «Люфтерарі», але в 2007 році повернувся до «Влазнії». Футбольну кар'єру завершив 2008 року в «Бюлісі» (Балш).

## Кар'єра в збірній
У лютому 2000 року дебютував за Албанію в матчі Міжнародного футбольного турніру на Мальті проти Азербайджану. Загалом за національну команду зіграв 2 матчі. Востаннє футболку збірну одягав у поєдинку проти Мальти.

## Досягнення
«Влазанія» (Шкодер)
- Суперліга Албанії
  -  Чемпіон (1): 1998[1]